# Verbo predicativo
El verbo predicativo es la clase de verbo cuyo significado denota una acción (ya sea concreta o abstracta), un proceso o un estado. Los verbos predicativos constituyen la mayor parte de los verbos de una lengua y se distinguen de los verbos copulativos (en español, ser, estar, parecer) en que en estos últimos la mayor parte del significado de la oración corresponde a un complemento llamado atributo, y no al verbo, que hace principalmente de enlace entre el sujeto y el atributo.
Un verbo predicativo no puede ser sustituido por uno copulativo sin que la frase altere su significado. Cuando sí pueden ser sustituidos es porque constituyen la clase de los llamados verbos semipredicativos o semicopulativos (semejar, permanecer, volverse, resultar, etc.)
Los verbos predicativos forman las llamadas oraciones predicativas, que pueden ser activas o pasivas. Dentro de la clase de las activas, pueden ser transitivas o intransitivas. 

## Clases de verbos predicativos en español
Los verbos predicativos de las oraciones activas pueden dividirse en transitivos  e intransitivos. Los transitivos proyectan su acción sobre un complemento u objeto directo que es modificado, alterado o afectado por ellos: "Pedro come peras". Los intransitivos, no: la acción no sale del sujeto ni se proyecta fuera del verbo: "Pedro come". Como se ve en estos ejemplos, un mismo verbo puede tener usos transitivos o intransitivos según tenga o no tenga objeto directo. Sin embargo hay verbos que solo pueden ser exclusivamente transitivos, indistintamente transitivos o intransitivos ("saltar": "Pedro saltó" / "Pedro saltó el obstáculo") o exclusivamente intransitivos.
Exclusivamente transitivo es, por ejemplo, el verbo decir: "Pedro dice..." necesariamente necesita un complemento directo (porque, si no, no sabemos qué dice Pedro) o el verbo dar: "Pedro da...". Exclusivamente intransitivos son, por lo general, los verbos que indican estado: "Pedro ha muerto" (no podremos decir que "Pedro ha muerto su muerte"). Otros ejemplos de verbos intransitivos: "Pedro enferma" (no podemos decir que "Pedro enferma una enfermedad"); "Pedro brinca" (no podemos decir que "Pedro brinca obstáculos"; sí, en cambio, que da saltos o salta obstáculos, pues dar y saltar son verbos transitivos).
Los verbos predicativos de las oraciones pasivas se forman con el verbo ser en función de verbo auxiliar y en el tiempo de la voz activa, más el participio del verbo de que se trata y un complemento agente explícito o implícito con la preposición por:
- Forma activa del verbo predicativo: "Pedro conduce la camioneta"
- Forma pasiva del verbo predicativo: "La camioneta es conducida por Pedro"

Dentro de la clase de las oraciones pasivas, las hay analíticas (también llamadas perifrásticas o inorgánicas) o sintéticas (también llamadas reflejas u orgánicas).